# Sonja Hörbing
Sonja Hörbing (* 7. März 1934 in Dresden; † 3. August 2010 in Wiesbaden) war eine deutsche Schauspielerin.

## Leben
Hörbing absolvierte ihre Schauspielausbildung von 1953 bis 1956 an der Theaterhochschule Leipzig. Sie debütierte als Bühnenschauspielerin in Döbeln, war dann festes Ensemblemitglied am Landestheater Magdeburg. Als freie Schauspielerin hatte sie Gastengagements in Berlin und in Dresden. Von 1963 bis 1971 war sie am Hans-Otto-Theater in Potsdam engagiert. Bis 1981 trat sie dann am Berliner Ensemble auf. Ab 1981 spielte Hörbing in der Bundesrepublik Deutschland, hatte einen Gastvertrag am Musiktheater im Revier in Gelsenkirchen. Von 1985 bis 1995 war sie am Staatstheater Wiesbaden engagiert.
Hörbing war auch für den Film und das Fernsehen tätig. Sie wirkte in verschiedenen DEFA-Produktionen mit, unter anderem 1975 in der Thomas-Mann-Verfilmung Lotte in Weimar. Beim DFF wurde sie meist in heiteren Unterhaltungsproduktionen, aber auch in anspruchsvollen Fernsehfilmen besetzt. 1965 spielte sie in dem DDR-Fernsehmusical Fräulein Reisebüro; 1979 brillierte sie als Komtesse d'Autreval in der Salonkomödie Damenkrieg von Eugène Scribe.
Hörbing war mit dem Regisseur und Theaterleiter Peter Kupke verheiratet.

## Filmografie (Auswahl)
- 1962: Freispruch mangels Beweises
- 1962: Die neue Losung (TV)
- 1962: Tanz am Sonnabend – Mord?
- 1963: Tote reden nicht (Fernseh-Zweiteiler)
- 1967: Ein Lord am Alexanderplatz
- 1970: Unterwegs zu Lenin
- 1971: KLK an PTX – Die Rote Kapelle
- 1972: Reife Kirschen
- 1972: Der Staatsanwalt hat das Wort: Der illegale Projektant (TV-Reihe)
- 1975: Lotte in Weimar
- 1977: Dantons Tod (Studioaufzeichnung)
- 1977: Drei Töchter – Armer Vater (Fernsehfilm)
- 1978: Anton der Zauberer
- 1978: Polizeiruf 110: Die letzte Chance (TV-Reihe)
- 1978: Der Staatsanwalt hat das Wort: Der Kurschatten (TV-Reihe)
- 1980: Unser Mann ist König (TV-Serie)
- 1980: Der Direktor (TV)
- 1981: Wäre die Erde nicht rund
- 1981: Perpetuum mobile
- 1981: Hochhausgeschichten (TV-Serie)
- 1981: Ein Fall für zwei: T.O.D.

## Theater
- 1967: William Shakespeare: Richard II. – Regie: Peter Kupke (Hans Otto Theater Potsdam)
- 1968: William Shakespeare: Die Komödie der Irrungen – Regie: Peter Kupke (Hans Otto Theater Potsdam)
- 1970: Johann Wolfgang von Goethe: Egmont in der Bearbeitung von Friedrich Schiller – Regie: Peter Kupke (Hans Otto Theater Potsdam)
- 1975: Bertolt Brecht: Herr Puntila und sein Knecht Matti (Apothekerfräulein) – Regie: Peter Kupke (Berliner Ensemble)
- 1975: Karl Mickel: Celestina (Melibeas Mutter) – Regie: Jürgen Pörschmann/Günter Schmidt (Berliner Ensemble)
- 1976: Bertolt Brecht: Der kaukasische Kreidekreis (Aniko) – Regie: Peter Kupke (Berliner Ensemble)

## Hörspiele
- 1969: Juri Jakowlew: Bin ich ein Pechvogel (Henrietta Pawlowna) – Regie: Manfred Täubert (Kinderhörspiel – Rundfunk der DDR)
- 1976: Raymond Chandler: Gefahr ist mein Geschäft (Harriet) – Regie: Werner Grunow (Kriminalhörspiel – Rundfunk der DDR)
- 1976: Inge Meyer: Rödelstraße 14 (Lehrerin) – Regie. Barbara Plensat (Hörspiel aus der Reihe: Tatbestand, Folge 7 – Rundfunk der DDR)
- 1977: Anne Matausch: Kennen Sie Weißborn (Gerdi) – Regie: Joachim Gürtner (Hörspielreihe: Neumann, zweimal klingeln – Rundfunk der DDR)
- 1979: Joachim Goll: Der Hund von Rackerswill – Regie: Werner Grunow (Hörspiel – Rundfunk der DDR)